# Cône adventif

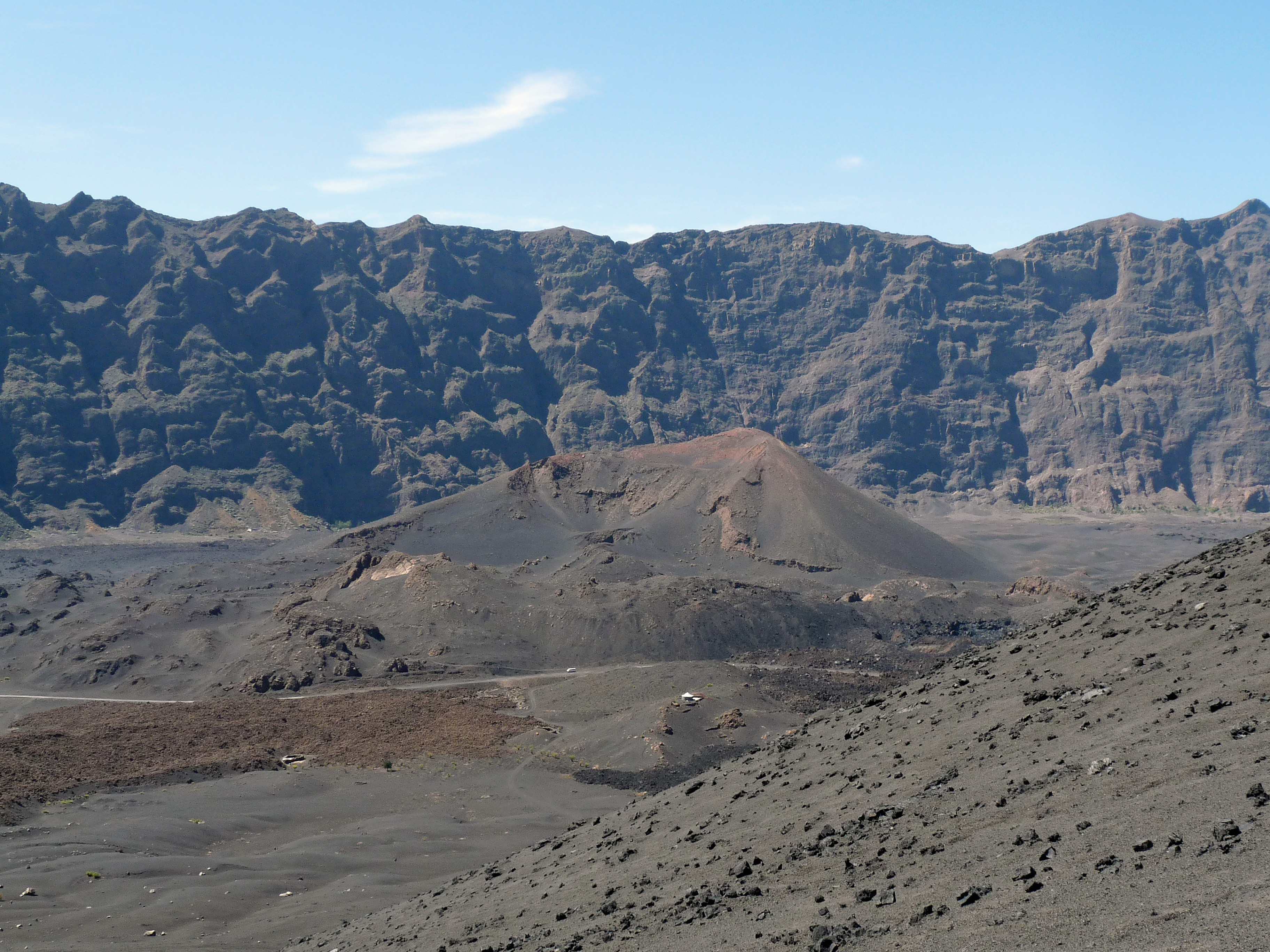
Cône adventif du Pico do Fogo (Cap-Vert)

Un cône adventif est un cône volcanique annexe édifié par une éruption nouvelle par rapport à la principale ayant donné naissance au cône volcanique principal d'une zone d'activité volcanique.